# ان‌جی‌سی ۵۰۸۷
ان‌جی‌سی ۵۰۸۷ (انگلیسی: NGC 5087) نام یک کهکشان در صورت فلکی دوشیزه است.